# Turnen
Turnen är en bergstopp i Schweiz.   Den ligger i distriktet Frutigen-Niedersimmental och kantonen Bern, i den centrala delen av landet, 40 km söder om huvudstaden Bern. Toppen på Turnen är 2 079 meter över havet, eller 330 meter över den omgivande terrängen. Bredden vid basen är 3,8 km.
Terrängen runt Turnen är huvudsakligen bergig. Runt Turnen är det ganska glesbefolkat, med 38 invånare per kvadratkilometer.. Närmaste större samhälle är Thun, 16,8 km nordost om Turnen. 
I omgivningarna runt Turnen växer i huvudsak blandskog.